# Tivadar Kanizsa
Tivadar Kanizsa (Szolnok, 4. travnja 1933. – Jásztelek, 4. studenog 1975.) je bio mađarski vaterpolist.
Sudjelovao je u 103 utakmice za Mađarsku. Bio je sudionikom Olimpijskih igara 1956. i 1964., kada je bio osvajačem dvaju zlatnih odličja, a na 1960. je osvojio broncu.
1958. i 1962. godine je bio europski prvak s mađarskom izabranom vrstom.
Nakon što je 1956.  mađarska revolucija bila ugušena, Kanizsa je bio među petoricom igrača, koji su se nakon Olimpijskih igara vratili u Mađarsku.
Sa svojim vaterpolskim klubom, Szolnokom, Kanizsa je osvajao mađarska prvenstva 1954., 1957., 1958., 1959., 1961. i 1964.
1957. je Kanizsa bio mađarskim prvakom u plivanju na 400 metara i 1500 metara slobodnim stilom.
U dobi od 42 godine je poginuo u prometnoj nesreći.